# 김철우 (1926년)
김철우(金鐵佑, 1926년 3월 9일~2013년 12월 7일)는 대한민국의 공학자, 기업가이다.

## 생애
1926년 일본에서 태어난 재일한인 2세이다. 가난한 어린시절 꿈을 잃지 않고 금속학도의 길을 택해 도쿄공업대학, 도쿄 대학 대학원에서 공부한 뒤 도쿄대 생산기술연구소에 취직한다.
“고로에서의 규소환원의 속도론적 연구”라는 논문을 써 도쿄대학 대학원에서 박사학위를 취득하고 아사히학술상과 일본철강협회 최우수논문상을 수상해 실력 있는 연구자로서의 입지를 다졌다. 이러한 그의 능력을 알게 된 한국 정부는 그를 포스코의 건설본부장으로 임명했고, 그는 포철 1고로(용광로) 설계와 공장건설을 주도하여 한국 철강기술의 토대와 철강산업의 고속성장을 이끌었다.
1968년부터 포스코의 모든 공정 구성과 기술 도입에 참여한다. 이에, 한국의 철강기술을 선진국 수준으로 끌어올려 포스코를 세계적인 기업으로 성장시켰다. 연간 103만t 규모의 포철 1고로를 건설함으로써 한국의 철강 생산량을 비약적으로 높였다. 1960년대 한국의 유일한 고로였던 삼화제철소의 고로가 연간 8천t의 선철을 생산했던 것과 비교하면 엄청난 차이의 규모가  차이를 알 수 있다. 이 포철 1고로는 ‘경제국보 1호’로 불리며 한국 철강산업의 근간으로 평가받고 있다.
1980년 고국으로 영구 귀국해서, 1982년부터 포스코의 기술고문, 기술담당 부사장을 역임하면서 한국 철강산업의 세계적 기술발전을 이끈 연구개발프로젝트를 주도했다. 파이넥스 공법의 기반이 되는 용융환원제철법을 비롯하여, 스트립캐스팅(Strip Casting) 기술, 400계 스테인리스강(STS)기술, 초대형고로 설계기술 등의 개발에 착수하여 세계 철강기술의 선두주자로 나섰다. 1989년부터는 탄소소재기술의 우수성을 인식하고 인조흑연 제조기술을 확보하기 위한 연구개발사업을 추진하여 코크스, 탄소섬유, 탄소섬유 강화플라스틱 복합재료 등을 포항제철의 신성장 사업화 대상으로 확장시켜, 현재 2차전지 음극제 소재 개발에 기초를 제공했다.
포스코 기술연구소장(겸임 부사장) 재임 중 박태준 (1927년) 회장과 포항공과대학교 건립과 함께 ‘산학연 체제 구축’을 구상하며 RIST(산업과학기술연구소, 현 포항산업과학연구원)를 설립했다. RIST는 1987년 포스코가 전액 출연하여 발족한 실용화 전문연구기관으로 국제협력과 선진기술 습득을 통해 한국의 철강 고유기술 확보를 목표로 삼았다. 2년간 RIST 초대 소장을 역임하면서 포스코-포항공과대학교-RIST로 이어진 산학연 연구개발체제의 기반을 구축했고, 그에 힘입어 RIST는 현재 세계 최고수준의 철강연구소로 자리매김하고 있다.
퇴임 후에는 대덕연구개발특구지원본부의 고문과 (사)신아시아산학관협력기구를 창립하여 초대 이사장을 맡아 중소기업간 기술교류에 힘써왔다. 자신의 퇴직금 전액을 출연하여 만든 (사)한국테크노마트를 통해 일본의 우수 중소기업 기술이전과 산업인재 교류를 위해 노력했다. 이러한 공로를 인정받아 동북아공동체연구재단으로부터 제1회 동북아국제협력상을 받았다.

## 학력
- 1950~1953 도쿄 공업대학 공학사(금속공학)
- 1953~1956 도쿄 대학 대학원 공학석사(금속제련)
- 1956~1963 도쿄 대학 대학원 공학박사

## 주요경력
- 1956~1973 도쿄 대학 생산기술연구소 문부기관 연구직 1급 겸 연구교수
- 1971~1980 포스코 상무이사(건설본부장)
- 1980~1989 포스코 부사장
- 1995~1999 영남대학교 산업기술대학원, 충남대학교 공과대학 초빙교수

## 상훈
- 1957 일본 아사히학술상(자연과학부문)
- 1961 일본철강협회 최우수논문상
- 1965 일본금속학회 연구논문상
- 1987, 1989, 1999 대한금속학회(금속기술상, 금속공로상, 최고금속학회상)